# Dioxippos
Dioxippos (altgriechisch Διώξιππος Diṓxippos, lateinisch Dioxippus) war ein griechischer Sportler des 4. Jahrhunderts v. Chr. Der Athener wurde Olympiasieger im Pankration („Allkampf“) und war später Teilnehmer am Feldzug Alexanders des Großen nach Asien.

## Leben
Bei seiner Teilnahme an den Olympischen Spielen gewann er kampflos im Pankration, nachdem die potentiellen Mitkämpfer nicht antraten. Luigi Moretti datiert dieses Ereignis hypothetisch in das Jahr 336 v. Chr.
Über seine Teilnahme am Feldzug Alexanders des Großen berichtet am ausführlichsten der Geschichtsschreiber Diodor: Alexanders hervorragender Soldat Coragus (bei Quintus Curtius Rufus Corratas genannt, teilweise auch als Korrhagos gelistet) habe ihn aus einer Bierlaune heraus zum Kampf herausgefordert. Dioxippos sei nackt und eingeölt und mit einer Keule erschienen, Coragus in voller Rüstung und mit eisernen Waffen. Letzterer schleuderte zur Eröffnung des Kampfes ein Pilum, welches Dioxippos verfehlte. Er holte mit seiner Lanze aus, aber diese wurde von Dioxippos’ Keule zerschmettert. Coragus wurde zu Boden geworfen, bevor er sein Schwert habe ziehen können. Auf ein Zeichen Alexanders habe Dioxippos das Leben seines Gegners verschont. Die Makedonier habe der Sieg des Atheners so sehr beschämt, so Diodor, dass sie ihm einen goldenen Becher unterschoben, um ihn des Diebstahls bezichtigen zu können. Dioxippos habe dann Alexander einen Brief, in dem er sich erklärte, geschrieben und sich darauf selbst getötet.